# ترومبول (کنتیکت)
ترومبول، کنتیکت (به انگلیسی: Trumbull, Connecticut) یک منطقهٔ مسکونی در ایالات متحده آمریکا است که در کنتیکت واقع شده‌است.

## خصوصیات
ترومبول ۶۰٫۹ کیلومترمربع مساحت و ۳۶٬۰۱۸ نفر جمعیت دارد و ۸۱ متر بالاتر از سطح دریا واقع شده‌است.